# Don Knotts
Jesse Donald Knotts, (Morgantown, Virgínia de l'Oest; 21 de juliol de 1924 - Winston-Salem, Carolina del Nord; 24 de febrer de 2006) fou un actor estatunidenc.
Actor còmic conegut pels seus ulls. La sèrie amb la qual es va fer famós va ser Apartament per a tres, coneguda també com a "Three's a Crowd","Three's Company Too" i en alguns països llatinoamericans com "Tres són multitud", interpretant al Sr. Furley, el propietari que vivia en el pis d'abaix. Va fer del maldestre Berney Fife en The Andy Griffith Show. Va morir a l'edat de 81 anys. Les seves restes es troben en el Cementery Westwood Village Memorial Park dels Los Angeles, Califòrnia.